# Сливка Володимир Юлійович
Сливка Володимир Юлійович (21 квітня 1943, с. Котельниця Воловецького району Закарпатської області — 24 травня 2004, Ужгород) — український вчений, доктор фізико-математичних наук (1982), професор (1985), академік Академії наук вищої школи, двічі лауреат Державної премії України в галузі науки і техніки (1989, 2001 рр.), Заслужений діяч науки і техніки України.

## Навчання
В.Сливка закінчив семирічну школу в с. Тишів Воловецького району на Закарпатті. Навчався у Виноградівському політехнічному технікумі, де здобув спеціальність техніка-електрика електричних станцій, підстанцій та мереж. Потім, з 1960 до 1965 року навчався на фізико-математичному факультеті Ужгородського державного університету.

## Наукова діяльність
В 1965 р. В.Сливка вступив до аспірантури УжДУ. Під керівництвом Д. В. Чепура він працював над дослідженням оптичних властивостей кристалів SbSI. В 1970 році — захистив у Чернівецькому державному університеті дисертацію на здобуття наукового ступеня кандидата фізико-математичних наук, а в 1982 році — доктора фізико-математичних наук.
Закінчивши аспірантуру 15 грудня 1968 року, В.Сливка був зарахований на посаду асистента кафедри фізики напівпровідників, а 21 лютого 1970 року став старшим викладачем цієї ж кафедри. З 14 березня 1972 року працював доцентом кафедри фізики напівпровідників.
14 вересня 1973 року В.Сливка був обраний завідувачем проблемної лабораторії синтезу і комплексних досліджень властивостей нових напівпровідникових речовин складного складу. За результатами роботи в лабораторії була написана докторська дисертація «Коливальні спектри і анізотропія міжатомної взаємодії складних халькогенідів і халькогалогенідів». Вона була захищена в 1982 році на засіданні Вченої ради Інституту напівпровідників АН України (м. Київ).
31 жовтня 1983 року В.Сливка був призначений завідувачем кафедри фізики напівпровідників. 19 квітня 1985 року йому присвоєно вчене звання професора. Через рік (10 квітня 1986 р.) — нова посада — проректор з наукової роботи. Ще через два роки (13 квітня 1988 року) призначення ректором Ужгородського державного університету.

### Наукові інтереси
- Фізики напівпровідників і діелектриків;
- Фізика і технологія халькогалогенідних кристалічних та склоподібних матеріалів;
- Взаємозв'язок між їх структурними особливостями та спектрами елементарних збуджень різної природи.

В.Сливкою було підготовлено трьох докторів та 17-х кандидатів наук, опубліковано понад 200 наукових робіт.

## Родина
- Дружина — Сливка Наталія Василівна.

## Смерть
В.Сливка трагічно загинув 24 травня 2004 року при загадкових обставинах.
Похований на кладовищі «Кальварія» в м. Ужгород.

## Увічнення пам'яті
- Меморіальна дошка встановлена у квітні 2005 року на внутрішній стіні парадного входу на юридичний факультет Ужгородського державного університету — з нагоди 62-ї річниці від дня народження В. Сливки[3].